# موتورشیپ کلاس اوکراینا
موتورشیپ کلاس اوکراینا (به انگلیسی: Ukraina-class motorship) یک کلاس از کشتی است که طول آن ۱۱۵٫۶۶ متر (۳۷۹٫۵ فوت) می‌باشد. این کلاس از کشتی در سال ۱۹۷۹ ساخته شد.